# Darío Pereyra
Pour les articles homonymes, voir Pereyra et Bueno.
Alfonso Darío Pereyra Bueno (né le 19 octobre 1956 à Montevideo en Uruguay) est un footballeur international uruguayen qui évoluait au poste de défenseur, avant de devenir ensuite entraîneur.

## Biographie

### Carrière de joueur

#### Carrière en club
Darío Pereyra joue principalement en faveur du Club Nacional et du São Paulo Futebol Clube. Il dispute 146 matchs en première division brésilienne, inscrivant 12 buts.
Il remporte au cours de sa carrière un titre de champion d'Uruguay, et deux titres de champion du Brésil. Il est également récipiendaire du Bola de Prata, distinction récompensant les meilleurs joueurs du championnat brésilien à leur poste, à trois reprises : en 1981, 1983 et 1986.
Il joue également 14 matchs en Copa Libertadores, inscrivant deux buts. Il marque un but le 15 mars 1978 contre l'Atlético Mineiro, puis un second but une semaine plus tard contre le club chilien du Deportivo Palestino

#### Carrière en sélection
Darío Pereyra reçoit 33 sélections en équipe d'Uruguay entre 1975 et 1986, inscrivant six buts.
Il dispute trois matchs rentrant dans le cadre des éliminatoires du mondial 1978, et deux comptant pour les éliminatoires du mondial 1986. Il inscrit deux buts lors de ces éliminatoires.
Il figure dans le groupe des sélectionnés lors de la Coupe du monde de 1986. Lors du mondial organisé au Mexique, il joue deux matchs : contre l'Écosse, et l'Argentine.

### Carrière d'entraîneur
Après avoir raccroché les crampons, il entraîne plusieurs clubs brésiliens, notamment São Paulo, Coritiba, l'Atlético Mineiro, les Corinthians, Paysandu et Grêmio.

## Palmarès

### Palmarès de joueur
| Club Nacional - Championnat d'Uruguay (1) : - Champion : 1977. - Vice-champion : 1975. |  | São Paulo - Championnat du Brésil (2) : - Champion : 1977 et 1986. - Championnat de São Paulo (4) : - Champion : 1980, 1981, 1985 et 1987. |

### Palmarès d'entraîneur
| São Paulo - Championnat de São Paulo (1) : - Champion : 1998. - Supercopa Sudamericana : - Finaliste : 1997. |  | Atlético Mineiro - Championnat du Brésil : - Vice-champion : 1999. - Championnat du Minas Gerais (1) : - Champion : 1999. |  | Corinthians - Coupe du Brésil : - Finaliste : 2001. - Championnat de São Paulo (1) : - Champion : 2001. |